# Jack Harrop
Jack Harrop, originaire de Buxton, était un pilote automobile anglais de rallyes.

## Palmarès
- Double vainqueur du Rallye de Grande-Bretagne: 1937 et 1938 (à deux reprises sur Jaguar SS100) (premier pilote ayant obtenu ce statut);

Autres classements:
- 10e ex æquo du rallye Monte-Carlo en 1939 (sur Jaguar SS 100) (départ d'Athènes);
- 15e ex æquo du rallye Monte-Carlo en 1937 (sur Jaguar SS 100) (départ John O'Groats);
- Participation au RAC Rally en 1932 (sur Chrysler), puis 1933 et 1934 (les deux éditions sur MG, en classe 3).